# 뉴스오늘 (연합뉴스TV)
《뉴스오늘》은 연합뉴스TV에서 매일 새벽 4시 20분에 방송되는 연합뉴스TV의 아침종합뉴스 프로그램이다.

## 방송 시간
| 방송 채널  | 방송 기간                          | 방송 시간                                                                                  |
| ---------- | ---------------------------------- | ------------------------------------------------------------------------------------------ |
| 연합뉴스TV | 2011년 12월 1일 ~ 2020년 12월 6일  | 매일 새벽 4시 20분 ~ 아침 6시 20분 (2시간)                                                 |
| 연합뉴스TV | 2020년 12월 7일 ~ 2021년 11월 30일 | 평일 새벽 4시 20분 ~ 아침 6시 20분 (2시간) 주말 새벽 4시 20분 ~ 아침 8시 (3시간 40분)      |
| 연합뉴스TV | 2021년 12월 1일 ~ 2022년 6월 5일   | 평일 새벽 4시 20분 ~ 아침 6시 10분 (1시간 50분) 주말 새벽 4시 20분 ~ 아침 8시 (3시간 40분) |
| 연합뉴스TV | 2022년 6월 6일 ~ 2023년 3월 5일    | 평일 새벽 4시 20분 ~ 아침 6시 (1시간 40분) 주말 새벽 4시 20분 ~ 아침 8시 (3시간 40분)      |
| 연합뉴스TV | 2023년 3월 6일 ~ 현재              | 평일 새벽 4시 20분 ~ 5시 50분 (1시간 30분) 주말 새벽 4시 20분 ~ 아침 8시 (3시간 40분)      |

## 앵커
- 이상철 아나운서(남)
- 유미라 아나운서(여)
- 변차연 아나운서(여)

## 같이 보기
- KBS 뉴스광장 (KBS 1TV)
- KBS 아침뉴스타임 (KBS 2TV)
- MBC 뉴스투데이 (MBC TV)
- 모닝와이드 1, 2부 (SBS TV)
- JTBC 뉴스 아침& (JTBC)
- 굿모닝 MBN, 굿모닝 월드, 아침 & 매일경제 (MBN)
- TV조선 뉴스퍼레이드 (TV조선)
- 김진의 돌직구쇼 (채널A)
- YTN 뉴스퀘어 4AM, YTN 뉴스START (YTN)